# Drągi
Drągi – wieś w Polsce położona w województwie podlaskim, w powiecie wysokomazowieckim, w gminie Sokoły.
W latach 1975–1998 miejscowość administracyjnie należała do województwa łomżyńskiego.
| SIMC    | Nazwa         | Rodzaj    |
| ------- | ------------- | --------- |
| 0405671 | Drągi-Kosuty  | część wsi |
| 0405688 | Drągi-Wypychy | część wsi |

Wierni kościoła rzymskokatolickiego należą do parafii  Wniebowzięcia NMP w Sokołach.

## Historia
W I Rzeczypospolitej Drągi należały do ziemi bielskiej.
W roku 1827 miejscowość liczyła 19 domów i 119 mieszkańców.
Pod koniec wieku XIX Drągi-Wypychy wzmiankowane jako wieś szlachecka w powiecie mazowieckim, gmina i parafia Sokoły.
W roku 1921 wyszczególniono:
- wieś Drągi-Kosuty. Było tu 20 budynków z przeznaczeniem mieszkalnym oraz 110 mieszkańców (55 mężczyzn i 55 kobiet). Narodowość polską podało 109 osób, a 1 inną
- wieś Drągi-Wypychy, gdzie naliczono 10 budynków z przeznaczeniem mieszkalnym oraz 47 mieszkańców (18 mężczyzn i 29 kobiet). Wszyscy podali narodowość polską[9].

Współczesna miejscowość Drągi utworzona ze wsi: Drągi-Kosuty i Drągi-Wypychy.